# خوسيه فرانسيسكو كالي تزاي
خوسيه فرانسيسكو كالي تزاي ( بالإسبانية: José Francisco Calí Tzay) (من مواليد 27 سبتمبر 1961)، هو محام ودبلوماسي من غواتيمالا.
تولى منصب المقرر الخاص لمجلس حقوق الإنسان التابع للأمم المتحدة المعني بحقوق الشعوب الأصلية منذ عام 2021، وذلك بعد انتهاء فترة ولاية المقررة، فيكتوريا تاولي كوربوز في عام 2020. بصفته مقررًا خاصًا للأمم المتحدة، كُلف بالتحقيق في الانتهاكات المزعومة لحقوق الشعوب الأصلية وتعزيز تنفيذ المعايير الدولية المتعلقة بحقوقها، كما حث هو وديفيد بويد السويد في أوائل عام 2022 بعدم منح ترخيص لـشركة بيوولف للتعدين البريطانية لمنجم خام الحديد كلاك في منطقة جالوك، موطن السكان الأصليين، قائلين إن المنجم المفتوح سيعرض النظام البيئي المحمي للخطر ويتسبب في هجرة حبوان الرنة.